# Бранн, Джордж
Джордж Бранн (англ. George Brann; 23 апреля 1865 — 14 июня 1954) — английский футболист и крикетист. Выступал за крикетный клуб графства Суссекс, а также за футбольные клубы «Свифтс», «Слау Таун», «Коринтиан» и за футбольную сборную Англии.

## Футбольная карьера
Родился в Истборне (Суссекс), окончил колледж Ардинглай, выступал за футбольную команду колледжа.
После окончания колледжа выступал за футбольный клуб «Свифтс» из Слау. В Кубке Англии сезона 1885/86 Бранн сыграл в составе «Свифтс» с такими игроками как Чарли и Артур Бэмбридж, дойдя до шестого раунда турнира, в котором команда проиграла «Блэкберн Роверс», будущему обладателю Кубка Англии.
В 1890 году «Свифтс» объединился с клубами «Слау Альбион» и «Янг Менс Френдли Сосайети», после чего был образован новый клуб «Слау Таун», за который Бранн также выступал.
Будучи любителем, Бранн мог выступать за несколько команд одновременно. С 1885 года он играл за любительский клуб «Коринтиан». Дебютировал в его составе 28 ноября 1885 года в товарищеском матче против «Престон Норт Энд». В сезоне 1885/86 провёл за команду восемь матчей, забив три гола. Он периодически выступал за «Коринтиан» до 1893 года, сыграв в общей сложности 32 матча и забив 8 голов.
27 марта 1886 года дебютировал за сборную Англии, сыграв на позиции крайнего левого нападающего против сборной Шотландии на стадионе «Кэткин Парк» в Глазго. Матч завершился вничью со счётом 1:1. Два дня спустя провёл свой второй матч за сборную Англии, выйдя на позиции правого инсайда в матче против сборной Уэльса на стадионе «Рейскорс Граунд» в Рексеме; игра завершилась победой англичан со счётом 3:1. 7 марта 1891 года провёл свой третий (и последний) матч за сборную Англии, выйдя на позиции правого крайнего нападающего в матче против сборной Уэльса. На 35-й минуте Бранн покинул поле из-за травмы, но во втором тайме вернулся в игру. Англичане одержали в той игре победу со счётом 4:1.

## Крикетная карьера
В мае 1883 года Бранн дебютировал за крикетный клуб графства Суссекс в игре против крикетного клуба графства Хэмпшир. Выступал за клуб до июня 1905 года.
В сезоне 1887/88 Бранн отправился в Австралию в качестве члена команды Артура Шрусбери. В сезоне 1891/92 посетил Южную Африку в составе команды Уолтера Рида. В 1899 года посетил США в составе крикетной команды.

## Вне спорта
После завершения карьеры крикетиста стал гольфистом. На протяжении двадцати лет был секретарём гольф-клуба «Хоум Парк» с Сербитоне.
Также работал в качестве учителя в колледже Ардинглай.
Умер в своём доме в Сербитоне (Суррей) в июне 1954 года в возрасте 89 лет.

## Достижения
Сборная Англии
- Победитель Домашнего чемпионата Великобритании: 1886 (разделённая победа)